# 楊元和
楊 元和（よう げんか、生没年不詳）は、中国の南北朝時代の仇池氐の首長。武都王。

## 経歴
楊保宗の子として生まれた。443年、楊保宗が北魏の河間公拓跋斉に捕らえられると、元和は南朝宋に亡命した。455年、南朝宋により征虜将軍の号を受けた。元和は楊氏の正統ではあったが、年少であり、楊文徳の従祖兄の楊頭が有力であったことから、南朝宋の雍州刺史の王玄謨は楊頭を武都王とするよう推した。しかし南朝宋の孝武帝は元和を武都王とし、白水を治所とさせた。元和は武都郡や白水郡の太守をつとめた。
後に元和は北魏に帰順し、北魏の文成帝により征南大将軍の号を受け、武都王に封じられ、都の平城に移された。
元和の死後、従叔父の楊僧嗣が自ら武都王として立った。